# 남해스포츠파크 치자경기장
남해스포츠파크 치자경기장(南海스포츠파크梔子競技場, Namhae Sports Park Chija Stadium)은 대한민국 남해군에 있는 축구 경기장이다. 남해스포츠파크 내 조성되어 있으며, 천연잔디 경기장 1면으로 구성되어 있다.

## 참고 문헌
- 《전국 공공체육 시설 현황 (2017년말 기준)》. 대한민국 문화체육관광부. 2019. 2020년 7월 16일에 원본 문서에서 보존된 문서. 2019년 5월 20일에 확인함.

## 같이 보기
- 남해스포츠파크